# Kakomistl
Kakomistlen (Bassariscus astutus) er en halvbjørn. Dyret lever i de amerikanske delstater Californien, Oregon, Arizona, New Mexico og Texas, samt i det nordlige Mexico. Dyret når en længde på 30-42 cm med en hale på 31-44 cm og vejer 0,8-1,5 kg.